# Neotama longimana
Neotama longimana là một loài nhện trong họ Hersiliidae.
Loài này thuộc chi Neotama. Neotama longimana được miêu tả năm 1993 bởi Martin Baehr & Barbara Baehr.